# Cape Barrow, Nunavut
Cape Barrow är en udde i Kanada.   Den ligger i territoriet Nunavut, i den centrala delen av landet, 3 200 km nordväst om huvudstaden Ottawa.
Terrängen inåt land är platt. Havet är nära Cape Barrow åt nordväst. Trakten runt Cape Barrow är nära nog obefolkad, med mindre än två invånare per kvadratkilometer.. Det finns inga samhällen i närheten.
Trakten runt Cape Barrow består i huvudsak av gräsmarker.